# ALLAN (雑誌)
『ALLAN』（アラン）は、かつてみのり書房から発行されていた日本の雑誌。女性向け男性同性愛や美少年をテーマとして、漫画や小説、グラビアなどが掲載された。1980年10月にアニメ雑誌『月刊OUT』の増刊号として創刊され、1983年6月に独立創刊したのち、1984年2月に廃刊した。
「耽美」という言葉をコンセプトに掲げていた日本初の女性向け男性同性愛の専門誌である『JUNE』が一時休刊していた時期に、同様に「耽美」をコンセプトに掲げて創刊された。まつざきあけみや青池保子など『JUNE』で執筆していた作家が参加し、耽美というコンセプトを『JUNE』から事実上引き継いだうえで、独自の展開を行った。

## 背景
『月刊OUT』は1974年に放送されたアニメ『宇宙戦艦ヤマト』が熱い支持を受けたことをきっかけとして1977年にみのり書房から創刊された。その1年後である1978年にサン出版から『Comic Jun』（後に『JUNE』に改題）が創刊された。『JUNE』は日本で初めての女性向けの男性同性愛作品専門誌であり、「耽美」という言葉をコンセプトに掲げて少年愛を描く作品が掲載された。しかし、売れ行きの予想がついていなかったために多くの返本が発生し、『JUNE』は1979年をもって一時的に休刊することとなった。

## 歴史
『ALLAN』は1980年に、みのり書房から発行されていたアニメ情報誌『月刊OUT』10月号の増刊号として創刊された。創刊号の定価は490円であり、青池保子のイラストとデヴィッド・ボウイのグラビアが綴じ込みポスターとして付属した。1983年6月号から『月刊OUT』から独立し、隔月刊となった。その後、『ALLAN』は1984年2月号をもって廃刊した。

## 内容
『ALLAN』には漫画や小説、グラビア、美少年にまつわる論説などが掲載され、「全日本美少年選手権」と題された読者による投稿コーナーが設けられていた。『ALLAN』の誌面において漫画が占める割合は少なかったが、まつざきあけみによる『ぼくらは青年探偵団』が看板作品であった。
『ALLAN』はインタビュー記事が充実しており、1982年11月号と12月号ではテレビドラマ『悪魔のようなあいつ』の原作者である阿久悠と演出家である久世光彦へのインタビューが、1983年2月号には美輪明宏へのインタビューが掲載された。また、『ALLAN』では特集企画が組まれており、「歌舞伎」や「新宿二丁目」などが題材とされた。新宿二丁目の特集ではゲイ雑誌『薔薇族』の編集長であった伊藤文學が経営するバーにおいてアンケート調査が行われ、その結果が掲載された。こうしたインタビュー記事や特集企画について石田美紀は、『ALLAN』が当事者の声を直接拾う姿勢を取っていたことの表れであるとしている。

### 作家
『ALLAN』ではまつざきあけみがイラストやポスター、表紙などを手掛け、看板作品であった『ぼくらは青年探偵団』を創刊から廃刊まで連載した。また、竹田やよいや久掛彦見、青池保子といった『JUNE』で執筆を行っていた作家が参加した。『ALLAN』からは「やおい」という言葉の初出である同人誌『らっぽり』を主宰していた波津彬子がプロの漫画家としてデビューした。

## 影響
『ALLAN』は同様に「耽美」をコンセプトに掲げていた『JUNE』が休刊していた時期に創刊され、耽美というコンセプトを事実上引き継いだうえで独自の展開を行った。石田美紀は、『ALLAN』は『JUNE』と同じ「耽美」を扱いつつも、現実の同性愛者についての特集を組むなど『JUNE』とは異なる視点を持っており、これによって「耽美」はジャンルとしての多面性を獲得し、多様な観点を含むジャンルとして活性化したとしている。